# Religion aux Tuvalu
Aux Tuvalu, la religion principale est le christianisme, en particulier la dénomination calviniste.

## Histoire

### Religion polynésienne traditionnelle
Avant la colonisation européenne, les neuf atolls qui composent aujourd'hui les Tuvalu possèdent un ensemble de mythes et de légendes, qui se transmettent principalement de manière orale. Chacun possède ses propres variantes sur les origines du peuple.
Une des légendes sur la création de Funafuti, la capitale, est rapportée en 1896 par William Johnson Sollas. Elle raconte que le premier roi de l'île est un homme appelé Terematua (ou Tilimatua).

### Christianisation
À partir de la fin du XIXe siècle, les Tuvalu sont sous influence du Royaume-Uni. Nommées les îles Ellice, elles sont d'abord un protectorat (de 1892 à 1916), puis sont comprises dans la colonie des Îles Gilbert et Ellice (de 1916 à 1974). Durant cette période, la population est fortement influencée par des missionnaires européens et samoans venus convertir la population au christianisme.
L'introduction du christianisme date de 1861, avec l'arrivée d'Elekana, un membre de l'église congrégationaliste de Manihiki, aux Iles Cook. Pendant les mois qu'il passe sur l'atoll de Nukulaelae, il commence à faire du prosélytisme. En 1865, le révérent Archibald Wright Murray de la Société missionnaire de Londres est le premier européen à arriver pour introduire les habitants des Tuvalu à la foi réformée, le calvinisme.
En 1958, l’Église d'Ellice se sépare de celle des Samoa. Cependant, beaucoup d'habitants des Tuvalu continuent d'utiliser la version de la Bible en samoan. La publication du Nouveau Testament en tuvaluan coïncide avec l'indépendance des Tuvalu en 1978.
En 1982, la mission de l’Église catholique sui juris de Funafuti est créée, à la suite de la scission entre le diocèse de Tarawa et celui de Funafuti.

## Culte aujourd'hui
Selon le recensement de 2022, la population des Tuvalu s'élève à 11 500 habitants.

### Christianisme
Les dénominations chrétiennes concernent 92% de la population. La plus importante est celle de l’Église de Tuvalu (Ekalesia Kelisiano Tuvalu) (86% de la population). Derrière, on retrouve l'Église adventiste du septième jour (3%) et l'Église des Frères (3%).
Le principal lieu de culte de l’Église de Tuvalu est Fētu'ao Lima (l'église de l’Étoile du Matin) à Funafuti, la capitale. La seule église catholique du pays est nommée Teone Church et se situe dans le village de Vaiaku. Elle compte un prêtre (Eliseo Napiere, venu des Philippines, depuis septembre 2024) et environ 100 fidèles.

### Autres religions
2 % de la population des Tuvalu se réclame du bahaïsme (Tuvalu Brethren Church).
L'Islam est aussi une religion minoritaire qui représente 0,4 % de la population, soit environ 50 individus. Cette religion est introduite en 1985 par des musulmans ahmadistes. En 1989, un premier missionnaire ghanéen, Hafiz Jibrail, arrive dans le pays, où il reste deux ans. En 1990, la communauté musulmane des Tuvalu traduit le Coran en tuvaluan. La seule mosquée du pays est construite en 1991 à Funafuti.

## Liberté religieuse

### Constitution
La Constitution rédigée après l'indépendance en 1978 impose la séparation de l’Église et de l’État. Dans les faits, l'Église de Tuvalu est la religion établie dans le pays, avec 95% de fidèles à ce moment-là.
Les amendements de la Constitution réalisés en 2023 renforcent l'importance des valeurs chrétiennes. Son préambule déclare maintenant que les Tuvalu ont été « données par Dieu » et que la souveraineté de la nation « se base sur des principes chrétiens ».
La section 23 (2) de la Constitution établie tout de même la liberté de croyance, qui inclut « la liberté de croyance, de religion et l'opinion », le droit de changer d'avis sur ces trois éléments, ainsi que le droit de montrer et de partager sa religion à la fois en privé et en public. La section 23 (8) précise que la « protection donnée dans la section sur la liberté de croyance s'applique de manière équivalence au choix de ne pas avoir de croyance ou de religion ».

### Décisions de justice
Sur l'atoll de Nanumaga, le Conseil des anciens adopte en 2001 une résolution interdisant les « nouvelles religions ». Le prosélytisme effectué par un membre de l'Église bahaïste donne lieu à une procédure judiciaire car il est accusé d'effectuer une activité susceptible de semer la discorde et troublante pour la grande majorité des habitants. En 2003, le jugement donne raison aux autorités villageoises dans leur volonté de tenir à l'écart les promoteurs de croyances « nouvelles et déstabilisatrices ».
En 2004, des membres de l’Église bahaïste de Tuvalu engagent une procédure judiciaire auprès de la Haute Cour de Tuvalu liée à des discriminations et violences subies à cause de leur religion. En 2009, la Cour d'appel des Tuvalu décide que le droit constitutionnel de la liberté de croyance des membres avait bien été enfreinte.
En 2008, d'autres membres de la même église engagent une autre procédure judiciaire, pour cause de licenciement illégal à la suite d'une discrimination religieuse. En 2010, un seul des quatre plaignants obtient gain de cause.